# Баия-де-Кино
Баия-де-Кино (исп. Bahía de Kino) — город в Мексике, штат Сонора, входит в состав муниципалитета Эрмосильо. Численность населения, по данным переписи 2020 года, составила 6454 человека.

## Топонимика
Название Bahía de Kino составное: Bahía с испанского языка — залив, а Kino дано в честь миссионера-иезуита Эусебио Кино.

## История
Поселение было основано в 1685 году, когда в залив прибыли миссионеры, во главе с Эусебио Кино, в честь которого позднее и был назван залив. Миссионеры основали миссию и церковь Святого Хуана Баутисты для евангелизации местного населения.